# Општина Дољевац
Општина Дољевац је општина у Нишавском округу у југоисточној Србији.
Општина Дољевац се граничи са Општином Мерошина и градском општином Палилула Града Ниша на северу, општином Гаџин Хан на истоку, градом Лесковцем на југу и општином Житорађа на западу.
По подацима из 2004. општина заузима површину од 121 km², од чега на пољопривредну површину отпада 9161 ha, а на шумску 1614 ha.
Центар општине је насеље Дољевац. Према подацима са последњег пописа 2022. године у општини је живело 15.837 становника (према попису из 2011. било је 18.463 становника). По подацима из 2004. природни прираштај је износио -3,1‰, а број запослених у општини износи 1.753 људи. У општини се налази 14 основних и једна средња школа.

## Насеља
Поред насеља Дољевац које је седиште општине, у општини постоји још 15 сеоских насеља.
| - Белотинац - Клисура - Кнежица - Кочане - Малошиште - Мекиш - Орљане - Перутина | - Пуковац - Русна - Ћурлина - Чапљинац - Чечина - Шаиновац - Шарлинац |

Занимљиво је да је Дољевац са 1625 становника седиште општине иако су Малошиште са 2993 становника и Пуковац са 3956 становника значајно бројнији.

## Становништво
|  |

| Демографија | Демографија | Демографија |
| Година      | Становника  | Становника  |
| ----------- | ----------- | ----------- |
| 1948.       | 17.641      |             |
| 1953.       | 18.825      |             |
| 1961.       | 19.860      |             |
| 1971.       | 20.228      |             |
| 1981.       | 20.663      |             |
| 1991.       | 20.662      | 20.243      |
| 2002.       | 19.561      | 20.009      |

| Етнички састав према попису из 2002.‍ | Етнички састав према попису из 2002.‍ | Етнички састав према попису из 2002.‍ | Етнички састав према попису из 2002.‍ | Етнички састав према попису из 2002.‍ |
| ------------------------------------ | ------------------------------------ | ------------------------------------ | ------------------------------------ | ------------------------------------ |
|                                      |                                      |                                      |                                      |                                      |
| Срби                                 | Срби                                 |                                      | 18.342                               | 93,77%                               |
| Роми                                 | Роми                                 |                                      | 1.049                                | 5,36%                                |
| Македонци                            | Македонци                            |                                      | 16                                   | 0,08%                                |
| Југословени                          | Југословени                          |                                      | 10                                   | 0,05%                                |
| Горанци                              | Горанци                              |                                      | 8                                    | 0,04%                                |
| Црногорци                            | Црногорци                            |                                      | 7                                    | 0,04%                                |
| Хрвати                               | Хрвати                               |                                      | 6                                    | 0,03%                                |
| Румуни                               | Румуни                               |                                      | 3                                    | 0,02%                                |
| Бугари                               | Бугари                               |                                      | 3                                    | 0,02%                                |
| Руси                                 | Руси                                 |                                      | 3                                    | 0,02%                                |
| Словенци                             | Словенци                             |                                      | 3                                    | 0,02%                                |
| Муслимани                            | Муслимани                            |                                      | 2                                    | 0,01%                                |
| Мађари                               | Мађари                               |                                      | 2                                    | 0,01%                                |
| Немци                                | Немци                                |                                      | 1                                    | 0,01%                                |
| остали                               | остали                               |                                      | 1                                    | 0,01%                                |
| регионално                           | регионално                           |                                      | 7                                    | 0,04%                                |
| неизјашњено                          | неизјашњено                          |                                      | 25                                   | 0,13%                                |
| непознато                            | непознато                            |                                      | 73                                   | 0,37%                                |

## Галерија
- Спомен-црква Свете Петке у Ћурлини
- Хотел Мадера у Белотинцу
- Мост на Јужнној Морави
- Јавна библиотека
- Зграда општине